# Șcetînî, Lebedîn
Șcetînî (în ucraineană Щетини) este un sat în comuna Bîșkin din raionul Lebedîn, regiunea Sumî, Ucraina.

## Demografie
Componența lingvistică a localității Șcetînî
     Ucraineană (84,62%)
     Rusă (15,38%)
Conform recensământului din 2001, majoritatea populației localității Șcetînî era vorbitoare de ucraineană (84,62%), existând în minoritate și vorbitori de rusă (15,38%).